# Olja av icke-biologiskt ursprung
Abiotisk/abiogenisk olja är ett begrepp som används för att beskriva ett antal hypoteser som menar att råolja, naturgas och andra kolväten kan skapas på oorganisk väg istället för den vanliga vägen genom omvandling av döda organismer. Hypoteserna runt detta har vetenskapligt granskats utan att ha något tungt stöd för ekonomiskt exploaterbara förekomster.
Tidigare studier av bergarter från många platser runt jorden har visat att kolväten från mantelregionen kan påträffas, men innehållet av sådana kolväten är extremt lågt. Globalt signifikanta förekomster av abiotisk olja i jordskorpan kan till och med uteslutas.
I Västmedia har en vetenskaplig konsensus funnits att fossila bränslen är av biologisk härkomst. Dock har man sedan 40-talet kunnat skapa små mängder olja/gas på abiotisk väg. De nyligen gjorda fynden av stora mängder kolväteföreningar på Saturnus måne Titan, har gjort det troligt att även Jordens förekomster kan ha bildats på abiotiskt vis. Då man nyligen i USA funnit olja i tidigare tömda källor, hävdar somliga att olja fortfarande bildas.

## Teoretisk bakgrund
De flesta av dagens experter hävdar att den största delen av det petroleum som idag utvinns har ett biologiskt ursprung, det vill säga kommer ifrån döda djur och växter. Det finns dock en minoritet av forskare som hävdar att olja inte alls bildats av döda växter och djur utan istället bildats då kolväten utsatts för hårt tryck djupt ner i jordens mantel och i jordskorpan. Denna alternativa teori om oljans ursprung togs fram av forskare i Sovjetunionen under 1960- och 1970-talet. I väst förkastade man från början teorin helt och hållet, men under perioder har flera oberoende forskare, ifrån både väst och öst, fört arbetet vidare i vetenskapens utkanter. Exempelvis publicerade den amerikanske kosmologen med mera Thomas Gold från Österrike, nytt material 1992, där han stödde den icke-biologiska teorin om oljans ursprung.
En forskargrupp vid KTH, ledd av professor Vladimir Kutcherov vid avdelningen för energiteknik, simulerade i slutet av 2000-talet en process med det tryck och den värme som förekommer naturligt i jordklotets inre lager, den process som genererar kolväten, den primära beståndsdelen i olja och naturgas. Enligt Kutcherov är resultatet en tydlig indikation att på oljan inte är på väg att ta slut, vilket forskare och experter på området länge befarat. Forskningsarbetet publicerades i den vetenskapliga tidskriften Nature Geoscience år 2009.
Att kolväten kan bildas i stora mängder utan inblandning av växter eller djur har även NASA visat. Den 27 juli 2006 meddelade NASA att man funnit sjöar av kolväten vid Titans norra polarregioner, och i mars 2007 meddelades det att rymdfarkosten Cassinis rymdsond Huygens tagit bilder på sjöliknande vätske- och kolvätefyllda områden på Titans nordpol.

## Eventuella svenska fyndigheter
- Siljansringen